# Saint-Maurice-Colombier
Saint-Maurice-Colombier é uma comuna francesa na região administrativa de Borgonha-Franco-Condado, no departamento de Doubs. Estende-se por uma área de 13,29 km². Em 2010 a comuna tinha 933 habitantes (densidade: 70,2 hab./km²).